# Hemirhagerrhis hildebrandtii
Espèce
Synonymes
- Ablabes hildebrandtii Peters, 1878
- Amplorhinus nototaenia Boulenger, 1896
- Hemirhagerrhis nototaenia (Boulenger, 1896)

Statut de conservation UICN

 LC  : Préoccupation mineure
Hemirhagerrhis hildebrandtii est une espèce de serpents de la famille des Lamprophiidae. 

## Répartition
Cette espèce se rencontre :
- au Soudan ;
- au Soudan du Sud ;
- en Éthiopie ;
- en Somalie ;
- au Kenya ;
- dans le nord-est de la Tanzanie.

## Étymologie
Cette espèce est nommée en l'honneur de Johann Maria Hildebrandt.

## Publication originale
- Peters, 1878 : Über die von Hrn. J. M. Hildebrandt während seiner letzten ostafrikanischen Reise gesammelten Säugethiere und Amphibien. Monatsberichte der Königlich preussischen Akademie der Wissenschaften zu Berlin, vol. 1878, p. 194–209 (texte intégral).